# Table des caractères Unicode/U1C000
Cette page contient des caractères spéciaux ou non latins. S’ils s’affichent mal (▯, ?, etc.), consultez la page d’aide Unicode.
Table des caractères Unicode U+1C000 à U+1CFFF.

## Caractères réservés
Cette plage de valeurs n’est pas encore affectée, mais est prévue pour le proto-élamite. Aucun caractère défini pour l’instant, ces points de codes ne peuvent être utilisés. Éventuellement les blocs suivants seront définis dans une version ultérieure d’Unicode :
- U+1C000 à U+1CFFF : — (réservé).

### Table des caractères
|               | 0 | 1 | 2 | 3 | 4 | 5 | 6 | 7 | 8 | 9 | A | B | C | D | E | F |
| ------------- | - | - | - | - | - | - | - | - | - | - | - | - | - | - | - | - |
| 1C00 ... 1CFF |   |   |   |   |   |   |   |   |   |   |   |   |   |   |   |   |